# Kilneiss House
Kilneiss House ist eine Villa in der schottischen Ortschaft Moniaive in der Council Area Dumfries and Galloway. 1986 wurde das Bauwerk in die schottischen Denkmallisten in der höchsten Denkmalkategorie A aufgenommen.

## Geschichte

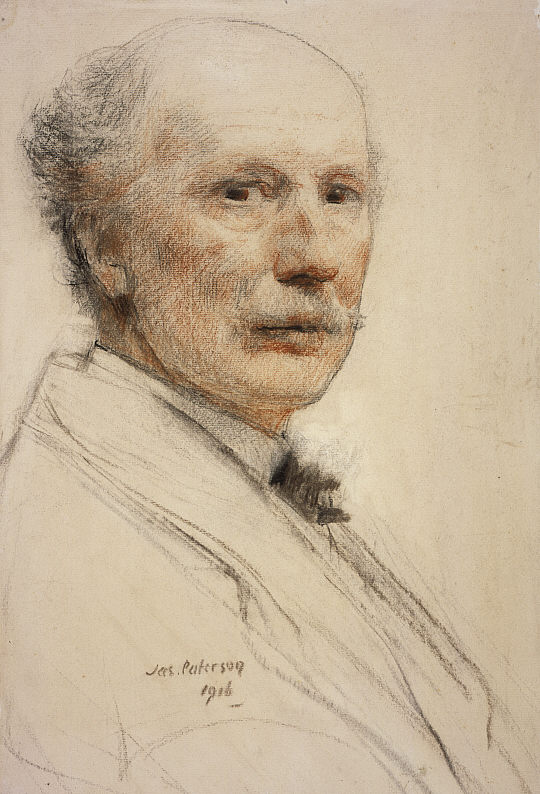
Selbstporträt von James Paterson

Kilneiss House geht auf ein älteres, undatiertes Wohngebäude zurück. Der spätimpressionistische Maler James Paterson ließ sich in den 1880er Jahren in Moniaive nieder. Patersons Vater beauftragte 1884 den schottischen Architekten John James Burnet mit der Umgestaltung des Gebäudes in das heutige Kilneiss House. Es war das Hochzeitsgeschenk an James Patersons.

## Beschreibung
Die Villa liegt abseits der Hauptstraße am Westrand von Moniaive. Das asymmetrisch aufgebaute Kilneiss House besteht aus ein- und zweistöckigen Gebäudeteilen. Es ist im Stile der Arts-and-Crafts-Bewegung ausgestaltet, nimmt jedoch auch Motive des Scottish-Baronial-Stils auf. Die zu großen Teilen mit Harl verputzten Fassaden, darunter auch der markante Südgiebel, sind teils mit Fachwerk gestaltet. Details sind mit Natursteineinfassung abgesetzt. Die abschließende Dächer sind mit Schiefer eingedeckt und weisen meist geringe Traufhöhen auf. Verschiedentlich treten hölzerne Gauben heraus. An der Westseite tragen die gedrehten Pfosten der offenen Veranda das tiefgezogene Dach. Ein Schlussstein trägt das Baujahr sowie die Initialen von James Paterson und Elica Ferguson.
Im Innenraum sind zahlreiche Holzarbeiten zu finden. Unterhalb der Zimmerdecke des L-förmigen Speiseraums an der Ostseite verläuft ein mit Blättern und Früchten ornamentiertes Gesimse. Eine Holztreppe mit gedrehten Balustern führt in das Obergeschoss.